# Баташёв, Алексей Николаевич
Алексе́й Никола́евич Баташёв (7 сентября 1934, Горький — 14 мая 2021, Москва, Россия) — старейшина джазовой критики, историк и активный популяризатор джаза, автор первой монографии «Советский джаз» (М., Музыка, 1972), исследователь фамилии и рода Бо́ташевых-Баташо́вых-Бота́шевых-Баташе́вых («БАТАШ»). Член Союза писателей Москвы. Один из членов-основателей Международной джазовой федерации при ЮНЕСКО (в одной делегации с Уиллисом Коновером (Willis Conover) и Александром Цфасманом). Общественный деятель.
Заслуженный деятель искусств РФ. Кандидат технических наук. Автор различных технических изобретений.

## Биография
Родился 7 сентября 1934 года в городе Горький, где в этот период его отец, архитектор Н. А. Бо́ташев, находившийся по обвинению, продолжал работать по специальности (в частности, им был построен Клуб НКВД, одним из первых в стране передвинуто на сваях здание при расширении улицы).
Закончил мужскую московскую школу № 69 (на Арбате, снесена при строительстве Калининского проспекта) (среди одноклассников — Валентин Никулин)
Окончил в 1957 году Московский физико-технический институт по специальности «химическая физика» и «радиотехника».
Студентом самостоятельно освоил кларнет и саксофон, основы гармонии, аранжировки и импровизации.
С 1954 по 1959 год играл в оркестрах и ансамблях Москвы (Эстрадный оркестр МИД Николая Артамонова, джаз-оркестр МИСИ Виктора Зельченко, Джаз-квинтет Геннадия Гладкова)

Из воспоминаний Андрея Товмасяна:

У Баташёва был мощный, уверенный звук, похожий на американский. <…> очень хорошо играл на тенор-саксе, зря он бросил играть. Впоследствии, пройдя школу джаза как музыкант, он стал хорошим джазовым критиком, так как знает джаз на личном опыте.

Под влиянием искусствоведа Леонида Переверзева с 1958 года стал выступать со статьями о джазе, сперва на польском языке (в журнале «Джаз»), а с 1962 — на русском в отечественной периодике, на английском в американских и международных изданиях.
C 1958 года — постоянный корреспондент журнала «Джаз Форум» (польск. Jazz Forum)
В 1960 году разработал устав и организовал в Москве первый Клуб любителей джазовой музыки в ДК «Энергетик» на Раушской набережной, открыл его концертом гостившего у него «Нью-Йоркского джаз-квартета» и, став президентом клуба, объявил курс на создание отечественного направления в джазе, «соединяющего национальное музыкальное наследие и интернациональную джазовую технику».
В 1966 году — один из учредителей (в одной делегации с Уиллисом Коновером (Willis Conover) и Александром Цфасманом), 1966) и член Международной джазовой федерации при ЮНЕСКО/
В 1965—1967 годах совместно с Леонидом Переверзевым провёл цикл лекций о джазе в рамках Общества «Знание» в Большой аудитории Политехнического музея.
А. Н. Баташёв — организатор и ведущий фестивалей джаза в СССР и за рубежом. Участвовал в организации и ведении фестивалей в Тарту и Таллине (с 1959), в Москве (с 1962) и в Ленинграде (с 1965), первых фестивалей в Донецке, Воронеже, Новосибирске, Казани, Куйбышеве, Днепропетровске, Одессе.
В 1970—1980-х преподавал в Джазовой студии ДК «Москворечье», где разработал несколько авторских курсов.
В 1976 году был аттестован Министерством культуры как лектор-музыковед, а затем и как режиссёр.
В 1980-х — декан и лектор факультета джазовой музыки московского Университета культуры Общества слепых.
1972 — выход монографии «Советский джаз», в которой впервые А. Н. Баташёвым установлена дата первого джазового концерта в советской России (1 октября 1922 года) и впервые названа фамилия его организатора Валентина Парнаха.

Его перу принадлежит первая и серьёзная работа по истории советского джаза («Советский джаз», 1972), которая имела и серьёзный международный резонанс — именно по её мотивам Фредрик Старр впоследствии написал свою книгу «Red And Hot: The Fate of Jazz in Soviet Union», до сих пор остающуюся единственным серьёзным источником по истории советского джаза на английском языке (при всех недостатках «адаптации для американского читателя», которой Старр подверг первоисточник). Уровень работы, проведённой Алексеем Баташёвым в период подготовки «Советского джаза», был таков, что эта книга, вышедшая 37 лет назад, до сих пор может быть рекомендована как основной источник по истории первых четырёх-пяти десятилетий советского джаза — за все уже почти четыре десятилетия, прошедшие с тех пор, не появилось ни одной монографии сравнимого уровня

С 1973 года — постоянный член Консультативного совета Берлинского Джаз-Феста (по приглашению Иоахима Берендта и Георга Грунтца).
С 1983 года — член Совета Новоорлеанских джазовых архивов.
В 80-е А. Н. Баташёв — член худсовета фирмы «Мелодия». Благодаря в том числе ему вышли пластинки многих советских и зарубежных музыкантов.
С 1985 года читал лекции и вёл семинары о джазе в 20 американских университетах — Смитсонианский Институт (Вашингтон), Айдахо Стэйт (Москоу, Айдахо, в том числе совместно с Леонардом Фезером), Бригэм Янг (Прово, Юта), Колгэйт (Нью-Йорк), Куиннипиак (Хэмден, Коннектикут), Сонома (Сан-Франциско), Стэнфорд (Пало Алто, Калифорния), Тулэйн (Нью Орлеан, Луизиана), Хауард (Вашингтон), Аляска Стейт (Фэйрбэнкс, Аляска) и др. В Беркли Колледж (Бостон, Массачузетс) по приглашению ректора Гэри Бёртона им проведены мастер-классы по джазовой эстетике и журналистике.
С 1960-х годов и до середины 1990-х — автор и ведущий популярных теле- и радиопрограмм: «Метроном» (Радио «Юность», совместно с Аркадием Петровым и Леонидом Переверзевым), «Джаз-курьер» (Московское ТВ), «Джаз с Алексеем Баташёвым» (инициатива Дмитрия Диброва, Пятый канал, 1995, свыше ста передач за 8 месяцев в интерактивном прямом эфире), и других. Телепередача «Клуб Алексея Баташёва», шедшая по московскому кабельному телевидению, номинировалась в 2001 году на ТЭФИ.
В 1991 году началось сотрудничество с «Эхом Москвы».
Алексей Баташёв представлял российский джаз Президенту Михаилу Горбачёву в 1989 году, а также Президентам Владимиру Путину и Биллу Клинтону на специальном концерте в Кремле в июне 2000 года с участием Оркестра Олега Лундстрема, детского ансамбля Петра Петрухина и Квартета Игоря Бутмана.
В 1998 г. по приглашению Российского фонда культуры Баташёв начинает концертный цикл «Джаз из России».
1998—2002 — автор и ведущий абонемента «Джаз для всех» Московской филармонии на сцене Большого зала Московской Консерватории.
С его именем в качестве организатора и ведущего за несколько десятилетий творческой деятельности также связаны многочисленные джазовые концерты в Театре Эстрады, в Колонном Зале, Зале имени Чайковского, ГЦКЗ «Россия», Международном Доме Музыки (первый афишный концерт данного зала), ЦДХ («Джаз-пик с Алексеем Баташёвым»), в ЦДРИ (творческие вечера Юрия Маркина, Станислава Григорьева, Александра Пищикова, Анатолия Кролла, Алексея Кузнецова, Игоря Бриля) и др., а также единственный вечер, посвящённый Эдди Рознеру; в Концертном зале ДК ФЭИ (г. Обнинск, с 1981 более ста концертов! вместе с Обнинским Джаз-клубом), был бессменным ведущим просветительских концертов Центра «Аккорд» в Музее им. М. И. Глинки. Алексей Баташёв — был постоянным ведущим джаз-фестивалей в Архангельске, Екатеринбурге, Челябинске, первых фестивалей «Богема-Джазз», первого фестиваля «Джаз в Саду Эрмитаж», первого Джаз-Карнавала в Одессе, где он являлся арт-директором и ведущим.
А. Н. Баташёв создал и был Председателем Российского союза профессиональных литераторов (1990—2004), был членом Общественной палаты при Президенте России, членом Координационного совета творческих союзов России. Баташёв в качестве члена Комиссии по правам человека при Президенте России разработал Федеральную программу защиты трудовых и социальных прав творческих работников свободных профессий и был в числе разработчиков Федерального закона «О творческих работниках и творческих союзах».
В 2012 году по инициативе А. Н. Баташёва в Таганроге на доме № 62 по Александровской улице, где жила семья Парнах, силами и хлопотами руководителя первого ростовского джаз-клуба, многочисленных концертов Р. Х. Туишева в рамках его фестиваля «Jazz по-ростовски» установлена мемориальная доска (авт. Владимир Верготи).
С 2016 года — Соучредитель и Директор Благотворительного Фонда правовой сохранности, восстановления, содержания, изучения и развития историко-культурного наследия и градостроительной среды Достопримечательного места «Хитровка».
В 2020 году присвоено звание «Почётный житель Басманного района» столицы.
Похоронен на Троекуровском кладбище в Москве (уч. 35).

## Труды
- Баташёв, Алексей. Советский джаз. — М.: Музыка, 1972. — 175 с., илл.
- Баташёв, Алексей. БАТАШ (Большой евразийский роман, или Опыт художественно-исторического исследования рода за пятьдесят пять веков). — М.: Магистериум, 2001. — 447 с., илл. — ISBN 5-85374-008-3, ББК 84 (2Рос=Рус) 6-44[13]

Николай Федоров в «Философии общего дела» писал о том, что самым ошеломляющим событием жизни является исчезновением отцов. Каждое поколение, считал он, должно быть озабочено их возвратом. Именно с этого угла зрения я смотрю на книгу Алексея Баташёва «БАТАШ». Великолепный труд, вобравший в себя столько духовной сосредоточенности, ума и таланта! В принципе каждый из живущих в той или иной степени должен заняться чем-то подобным. Знаменитому нашему джазмэну Алексею Баташёву на примере своего тысячелетнего рода удалось создать эпическую поэму о племени землян.(Василий Аксёнов)
а также — более 700 статей в различных изданиях, как российских, так и зарубежных, в том числе:
- Египетский поворот (о судьбе Валентина Парнаха): повесть // Театр. — 1991. — № 10[15].
- Советский джаз: Проблемы, события, мастера / Сборник статей. — М.: Советский композитор, 1987. — 592 с., илл. (ББК 85.31)
- «Хорош был старик Варламов…»: К 100-летию Александра Варламова // JazzArt. — № 2.
- Аннотации более, чем к 100 грампластинкам фирмы «Мелодия» и CD.
- Разработанные курсы: «История джаза», «Джазовая стилистика», «Теоретическая эстетика», «Гармоническое ориентирование» (джазовое сольфеджио и слуховой анализ), «Всемирная история музыкальной импровизации». Изданы небольшим тиражом в период занятий в Джазовой студии ДК «Москворечье» (1970—1980 гг).

«А. Н. Баташёв — талантливейший, смелый, упорный пропагандист джаза и организатор. Ему больше, чем какому-либо другому музыковеду обязаны мы тем, что джаз в нашей стране не угас в годы гонения на него, а развился в искусство, находящееся на мировом уровне» (Валентина Джозефовна Конен) .
По инициативе А. Баташёва многие отечественные джазмены впервые попали в крупнейшие российские и международные энциклопедические и справочные издания. В том числе:
- В 1986 году вышла «Энциклопедия джаза и популярной музыки» (ЧССР) (ISBN 83-224-0113-2 t. 1), где А. Н. Баташёв — автор более сотни статей о советских музыкантах.
- С середины 1990-х годов он — автор издательства «Российская энциклопедия», один из составителей и авторов «Всемирного энциклопедического словаря» (ISBN 5-85270-311-7), биографического словаря «Музыканты мира» (ISBN 5-85270-228-5).

## Звания и награды
- Кандидат технических наук (1971)
- Орден Культурной заслуги (Польша, 1977)
- Ветеран труда (Президиум Верховного Совета СССР, 30 октября 1985)
- Заслуженный деятель искусств Российской Федерации (27 января 1995) — за заслуги в области искусства
- Почётный доктор Международного Восточно-Европейского университета (1999)
- Действительный член Академии художественной критики (2002)
- Бронзовая медаль ВДНХ СССР «За достигнутые успехи в развитии народного хозяйства СССР» (1981)
- Медаль 200-летия США (1978)
- Почётная награда Президента колледжа Куиннипиак (США, 1988) — за выдающийся вклад в международный культурный обмен средствами музыки и искусства
- Почётный знак Польского джазового объединения (1994)
- Медаль Кшиштофа Комеды (1994)
- Памятная медаль Международного фонда славянской письменности и культуры «За гражданское мужество» (2002).
- Почётный житель Басманного района (2020)

## Участие в документальных и художественных фильмах
- 1987 «Что могут короли?..» — документальный, реж. Арон Каневский.
- 1995 «Бродвей нашей юности» — документальный, реж. Алексей Габрилович.
- 1998, 1999 Телефильмы серии «Джаз из России»: «Юрий Маркин», «Владимир Данилин», «Алексей Кузнецов» (автор и ведущий, НТВ).
- «Осенние листья» (об Александре Варламове) — реж. Александр Марьямов.
- 2001 «Осенний блюз» — эпизод, телевизионный, реж. Александр Стефанович.
- именно его голосом, но с разной интонацией, говорили известные американские критики в выдающемся сериале — фильме Кена Бёрнса «Джаз», показанному впервые в Европе по ОРТ в 2001 году.

## Семья
- Бо́ташев, Александр Иванович (1855—1931) — дед, основатель Нижне-Тагильского театра, актёр, режиссёр.
- Бо́ташев, Николай Александрович (30 ноября 1885—28 ноября 1942) — отец, выпускник Института гражданских инженеров Императора Николая I, гражданский инженер, архитектор («Дом с грифонами» графа В. А. Буксгевдена на Большой Дворянской улице С-Пб). Арестован в 1930 году, дело прекращено в 1938 году за отсутствием доказательств. Во время ареста продолжал работать по специальности.
- Баташева Мария Васильевна, урождённая Ко́корева (3 марта 1901—24 декабря 1987) — мать. В детстве (в Нижнем) училась и дружила с Валерией Голубцовой и Натальей Рождественской
- Бо́ташев, Мстислав Николаевич (3 августа 1918—17 июля 1992) — брат, советский спринтер, тренер, выдающийся спортивный фотограф.[17]

### Комментарии
1. ↑  Встречается также вариант написания Баташев.